# Dioxid de carbon

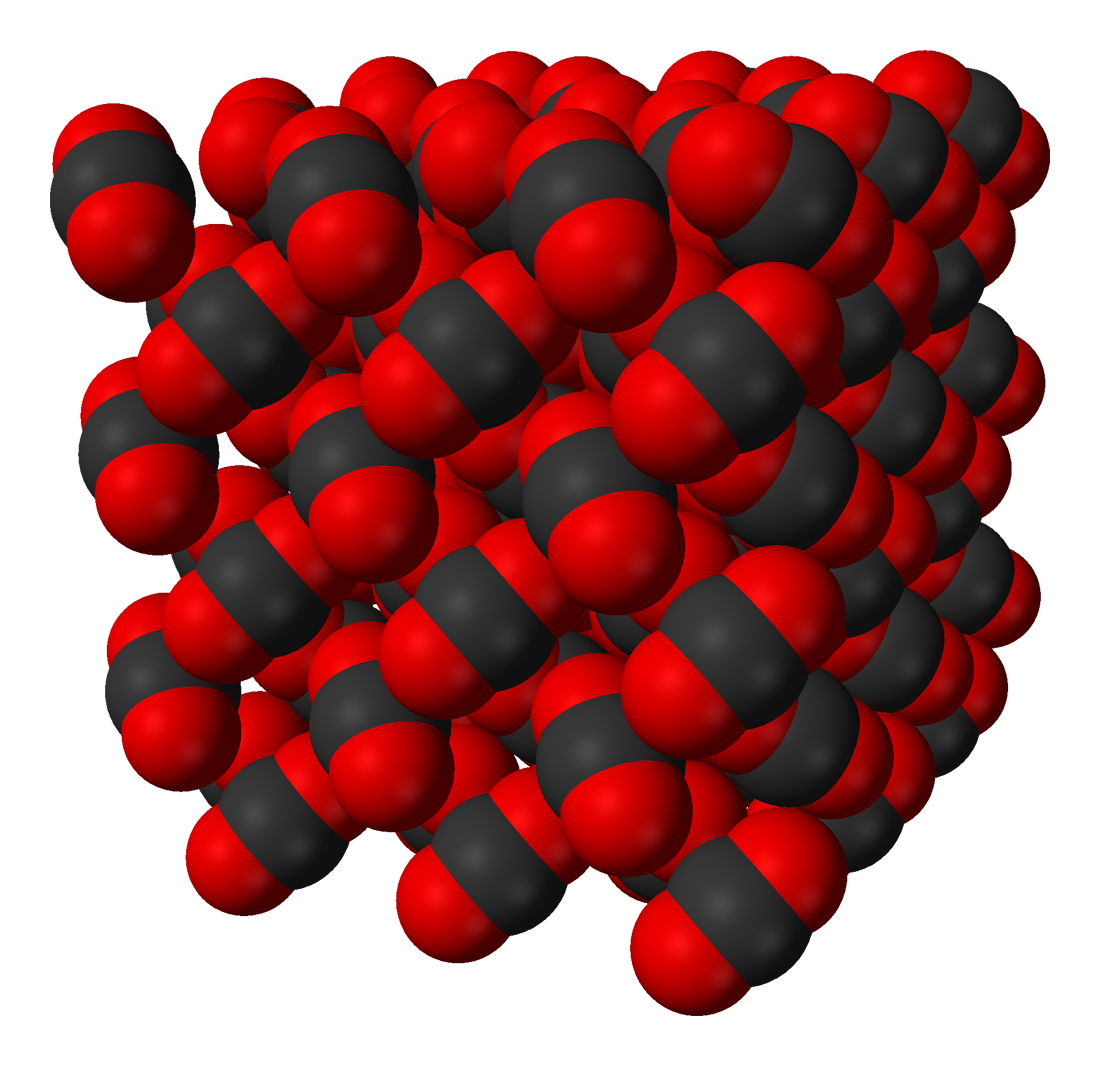
Structura 3D a cristalului de „gheață uscată”

Dioxidul de carbon, format dintr-un atom de carbon și doi atomi de oxigen, este o anhidridă labilă a acidului carbonic (CO2.H2O ~ H2CO3), un compus chimic rezultat din oxidarea carbonului, în majoritate de origine organică. Pe de altă parte, este un produs secundar în procese industriale, cum ar fi producția de ciment, oțel, amoniac, metanol, etilena, acid acetic, acid acrilic și alți compuși organici. Pentru a reduce emisiile nete, este esențial creșterea eficienței proceselor chimice și, pe de altă parte, captarea și transformarea a CO2 în combustibili și compuși organici. 
Prezent în atmosferă în concentrația de circa 0,04 %, este strict necesar pentru păstrarea echilibrului biosferei.

## Descriere. Proprietăți fizice și chimice
Dioxidul de carbon este un gaz incolor, prezent și în atmosfera terestră în concentrație de aproximativ 0,04 %. Este unul din cele mai importante gaze cu efect de seră.
Formula chimică: CO2.

### Echivalent CO2
Termenul de echivalent CO2 desemnează potențialul de încălzire globală al unui gaz, calculat prin echivalența cu o cantitate de dioxid de carbon care ar avea același potențial de încălzire globală, la o anumită scală de timp, de obicei 100 de ani. Dioxidul de carbon este luat ca referință.

## Rol fiziologic
Este produs de catabolism al organismelor aerobe. Este transportat de sângele organismelor superioare ca bicarbonat de sodiu, iar sub forma compușilor carbaminici cu hemoglobina de către eritrocite.

## Ciclul biologic al carbonului

### Procesul de ardere
Substanța organică se oxidează (ardere completă) printr-o reacție exotermă terminată cu degajarea de energie (căldură), dioxid de carbon și apă la oxidarea monomerilor, sau polimerilor de zahăr și de grăsimi, iar la alte substanțe organice, oxizi de metale etc.
Glucoză: C6H12O6 + 6O2 → 6CO2 + 6H2O + energie (Q)
Energia (căldura) poate fi eliberată : 
- în timp scurt și la temperaturi înalte, în cazul arderii simple;
- lent și treptat, prin procese biochimice catabolice, care au loc pe toată biosfera, ca bază a metabolismului, de la microb la animal, cu eliminări dozate și controlate de energie/temperatură (spre exemplu, glicoliza, arderea unei hexoze — zahăr cu 6 atomi de carbon — pe calea Embden-Meyerhoff-Parnas (engleză :Embden-Meyerhoff-Parnas pathway) prin ruperea enzimatică a hexozei care duce într-un prim stadiu la piruvat, energia fiind preluată de cofactori: adenozindifosfat ADP care se transformă în adenozintrifosfat ATP și NAD -->NADH; piruvatul, se va descompune enzimatic (ciclul Krebs) la dioxid de carbon, eliminat prin respirație și apă).[11][12][13]

Dioxidul de carbon din atmosferă este preluat de plantele, algele și protozoarele care conțin clorofilă - sau sisteme enzimatice surori - care, împreună cu apa și energia solară resintetizează polimeri zaharide: amidonul, lignina etc.

## CO2
- Formula chimică:

C + O2 = CO2
- Carbon: nemetal NA: 6 MA: 12,01 Capacitatea combinătoare - 4 y:4
- Oxigen: nemetal NA: 8 MA: 15,99 Capacitatea combinatoare + 2 y:6

unde NA este numărul atomic, iar MA este masa atomică.
- E: Electroni x[2] (primul nivel), y (al doilea nivel), z (al treilea nivel).
- Are densitatea 1,98 kg/m3N